# Källbottens gruva

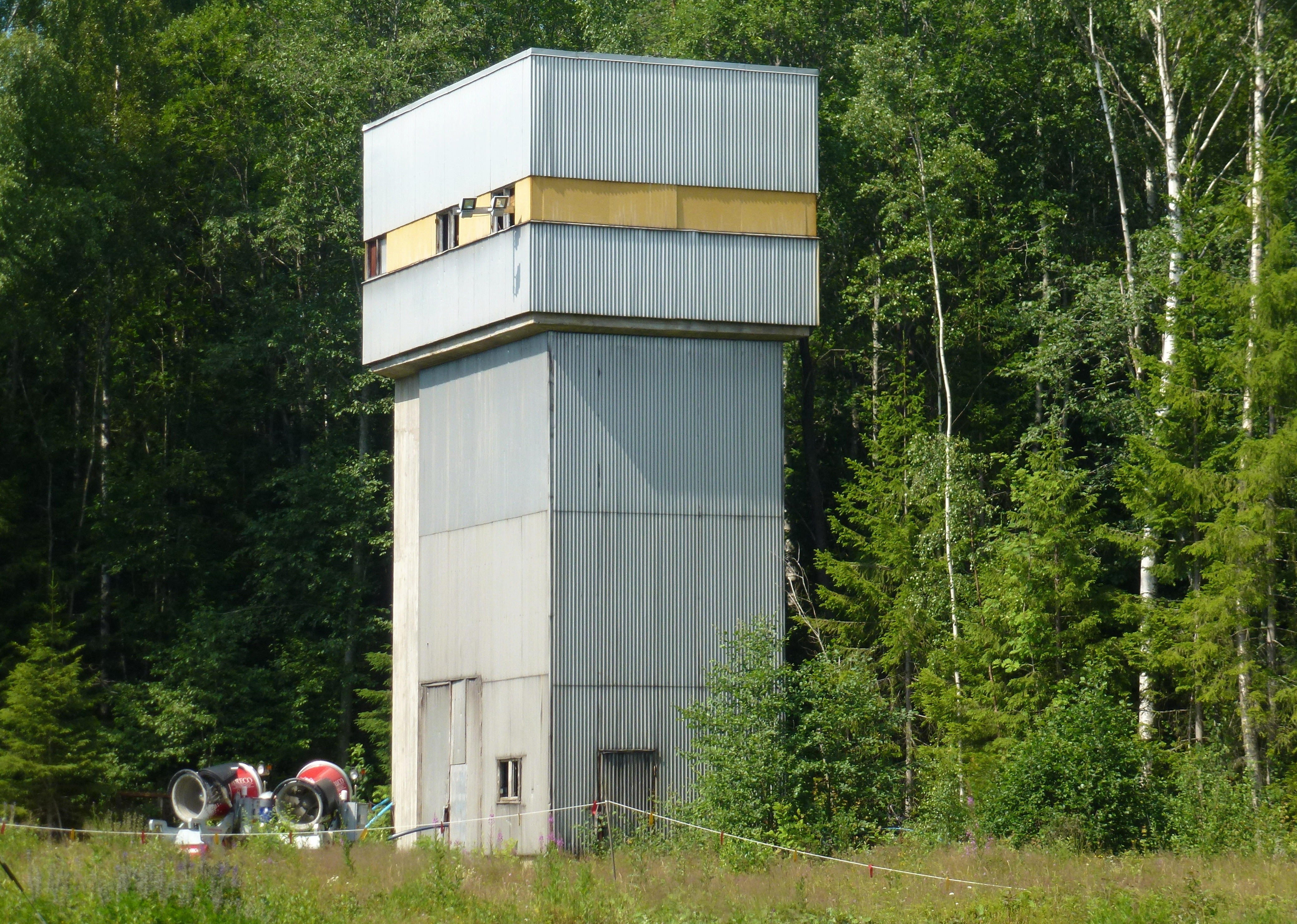
Källbottens betonglave byggd 1959.

Källbottens gruva var en järnmalmsgruva strax väster om tätorten Persbo i Ludvika kommun.  Gruvan vid Persbo hade nära samarbete med Håksbergs gruva och hörde under andra världskriget till tyska Lekombergsgruppen. Brytningen i Källbottenschaktet  upphörde 1965. Gruvområdet är ett fornminne med RAÄ-nummer Ludvika 195:1.

## Historik
I trakten kring Håksberg har gruvbrytning skett sedan början på 1700-talet. Malmfyndigheten i Källbotten ingår i det långsträckta Håksbergsfältet med bland annat Håksbergs, Ickorrbottens och Ivikens  gruvor. Redan 1924 försökte Gruf AB Lekomberg  (som ägdes till 100 procent av tyska Hoesch) samordna gruvverksamheten i området och en 4,5 km lång linbana anlades från Källbotten till anrikningsverket i Lekomberg där slig framställdes. Brytningen i Källbotten kom igång på allvar när  tyska Lekombergsgruppen förvärvade Håksbergs gruva 1937 där även Ivikens, Källbottens och Ickorrbottens gruvor ingick. 1938 byggdes ny lave, maskinhus och sovringsverk i Källbotten. Linbanan ersattes 1950 av lastbilstransporter.

## Historiska bilder

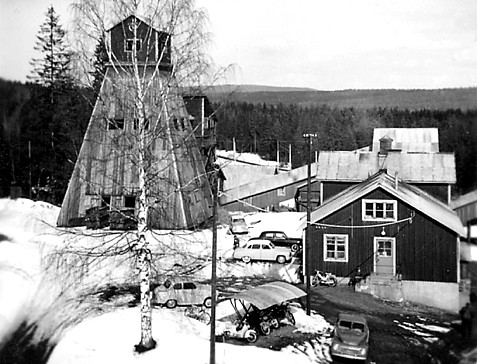
Gamla gruvlaven, 1950-tal
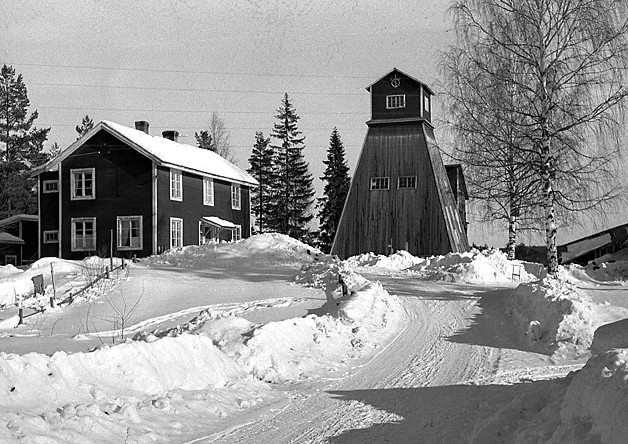
Gamla gruvlaven och gruvstugan, 1950-tal
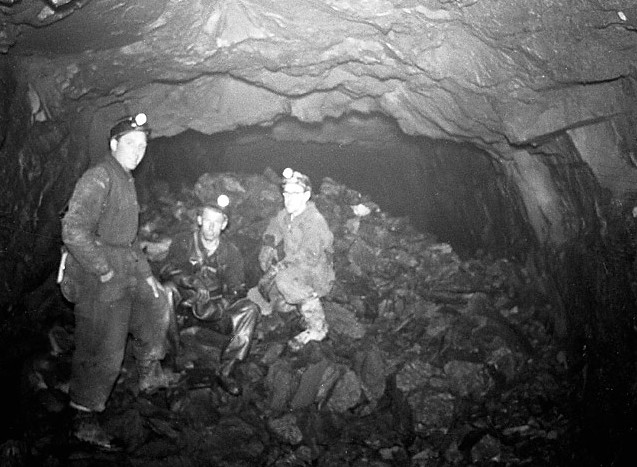
Genomslaget 1959
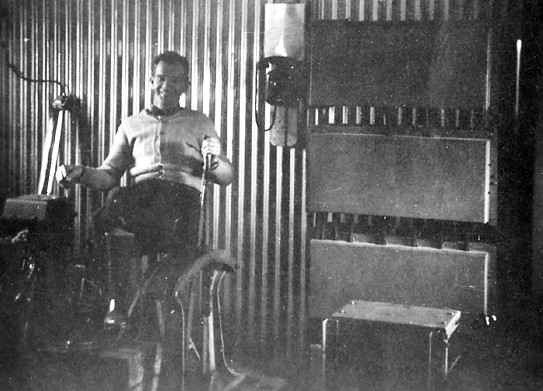
Leif Hansson kör gruvspelet högst upp i den moderna laven

## Efter 1945

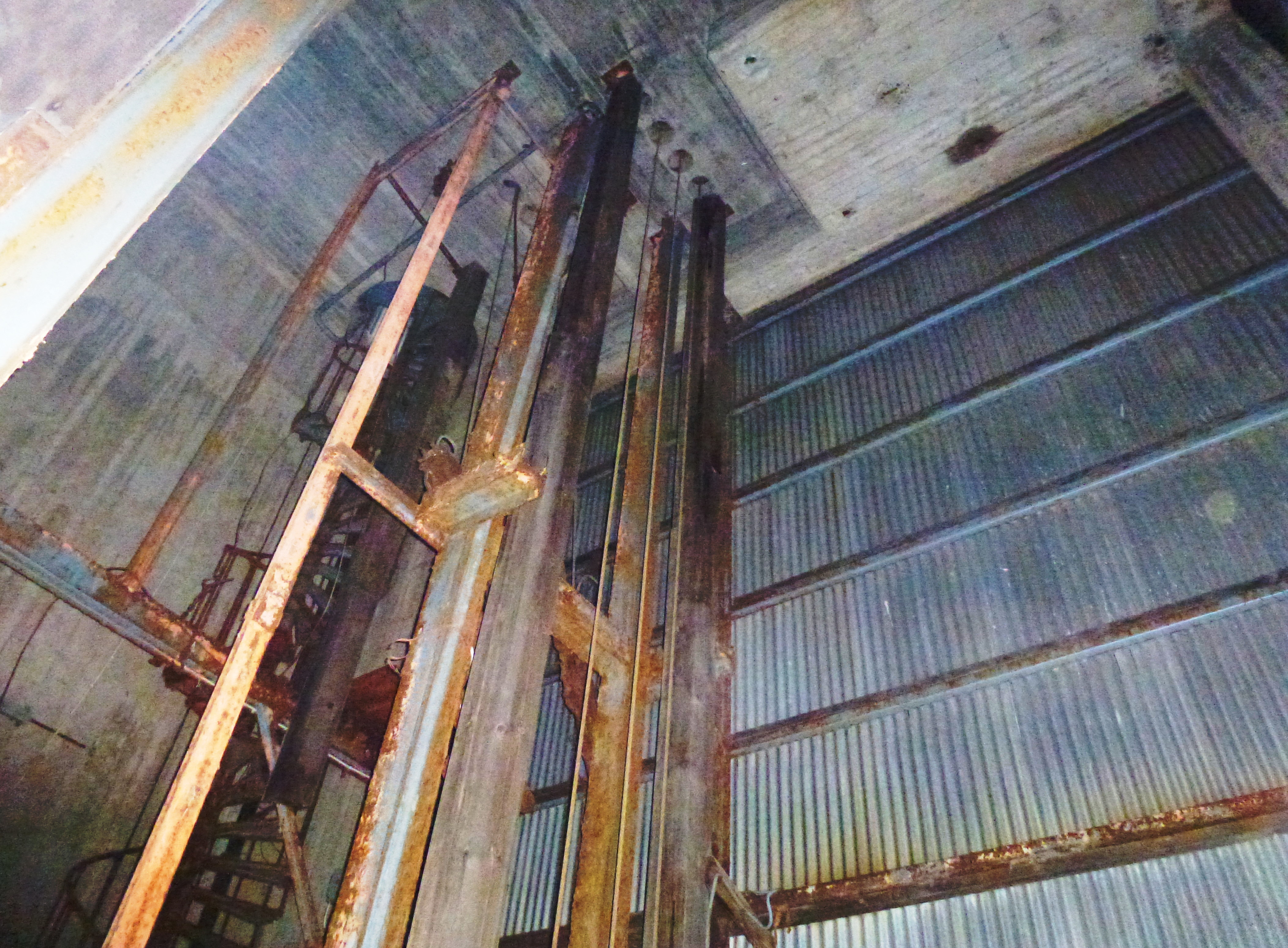
Laven från 1959, interiör.

Efter andra världskriget ställdes såsom andra Tyskgruvor även Håksbergs Nya Gruv AB med Källbotten under Flyktkapitalbyrån och AB Statsgruvor blev förvaltare från och med 1950. Tillsammans med Håksberg och Ickorrbotten togs 1959 nya schaktanläggningar i drift. Då byggdes en ny lave i betong och plåt för enbart uppfordring av personal och materiel. Samma år utfördes ett genomslag på 300 meter nivån mellan Centralschaktet i Håksberg och Källbotten. Den nya fältorten blev 1 700 meter lång och avvikelsen mellan ortdrivningarna uppgavs till endast fyra cm. Nu var det möjligt att färdas den 5 300 meter långa sträckan mellan Källbotten och Iviken under jord.
Därmed upphörde berguppfordringen i Källbottens gamla schakt och all transport förlades till Centralschaktet i Håksberg. Från och med 1 januari 1965 arrenderades gruvorna i Håksbergsfältet av Stora Kopparbergs Bergslags AB och den 29 januari 1965 stängdes Källbottenschaktet. År 1979 slutade även driften vid Håksbergs gruvor.